# Рудник Суграли
Рудник Суграли — гірничодобувний майданчик у центральній частині Узбекистану поблизу міста Зарафшан.
Родовище Суграли виявили 1961 року в пустелі Кизилкум. Розробку організували через Комбінат № 2, що у 1967-му був перейменований на Навоїйський гірничо-хімічний комбінат, а потім — на Навоїйський гірничо-металургійний комбінат (НГМК), при цьому безпосередньо роботи провадило його Східне рудоуправління (дістало цю назву того ж 1967-го).
Розробку організували підземним способом через рудники № 2–3, де проходка стовбуру «Кизилкумський» почалась в 1966-му, та № 4, на якому проходка стовбуру «Октябрський» стартувала в 1967-му. Також відомо про існування стовбурів № 2-1, № 4-1, № 4-Головний і вентиляційних стовбурів діаметром 3,6 метра з позначеннями № 4-2, № 4-3, № 4-4, № 4-5. Щодо глибини виробіток рудника відомо: стовбур «Кизилкумський» завершили на позначці 442 метри, тоді як зазначені вище вентиляційні стовбури мали глибину від 420 до 520 метрів.
Отримана на руднику продукція відправлялась на Гідрометалургійний завод № 1 (ГМЗ-1), що діяв у Навої.
У 1988-му на тлі згортання радянської ядерної програми припинили фінансування гірничопідготовчих робіт, так що рудники перейшли в режим допрацювання підготованих до вибірки запасів. Очисні роботи на руднику № 2–3 припинились у грудні 1993-го, а на руднику № 4 — в середині 1994-го.
Є відомості, що за запасами урану родовище Суграли належало до діапазону 10 000—25 000 тонн цільового компоненту.